# Кэмерон, Джеймс
Джеймс Фрэ́нсис Кэ́мерон (англ. James Francis Cameron;род.16 августа 1954,Капускасинг,Онтарио,Канада—канадский кинорежиссёр и кинопродюсер, чаще всего работавший в жанре фантастического боевика.
Кэмерон впервые добился признания как режиссёр фильма «Терминатор». Затем критический и коммерческий успех обрели такие его картины как «Чужие», «Бездна», «Терминатор 2: Судный день» и «Правдивая ложь». Начиная с фильма «Титаник», Кэмерон снимал исключительно высокобюджетные, масштабные и кассовые блокбастеры, создание каждого из которых занимало много лет. Фильмы Кэмерона в общей сложности собрали примерно 2 миллиарда долларов в США и 8 миллиардов долларов по всему миру, что сделало его вторым самым кассовым кинорежиссёром всех времён. Его «Аватар», «Аватар: Путь воды» и «Титаник» — соответственно, первый, третий и четвертый из самых кассовых фильмов всех времён, каждый из них заработал более 2 миллиардов долларов в прокате. «Титаник» также удостоился 11 премий «Оскар», в том числе «Лучший фильм», «Лучшая режиссура» и «Лучший монтаж». Также Кэмерон — один из основателей производственных компаний Lightstorm Entertainment, Digital Domain и Earthship Productions. В 2010 году журнал Time признал Кэмерона одним из 100 самых влиятельных людей в мире.
За пределами кино Кэмерон — исследователь подводного мира, член Национального географического общества, защитник окружающей среды.Снял серию документальных фильмов о подводном мире, таких как «Призраки бездны: Титаник»и«Чужие из бездны»,внёс вклад в развитие подводной съёмки и разработал цифровую 3D-камеру Fusion Camera System|Fusion Camera System.В 2012 году Кэмерон стал первым человеком, который в одиночку спустился на дно Марианской впадины в подводном аппарате Deepsea Challenger.

## Биография

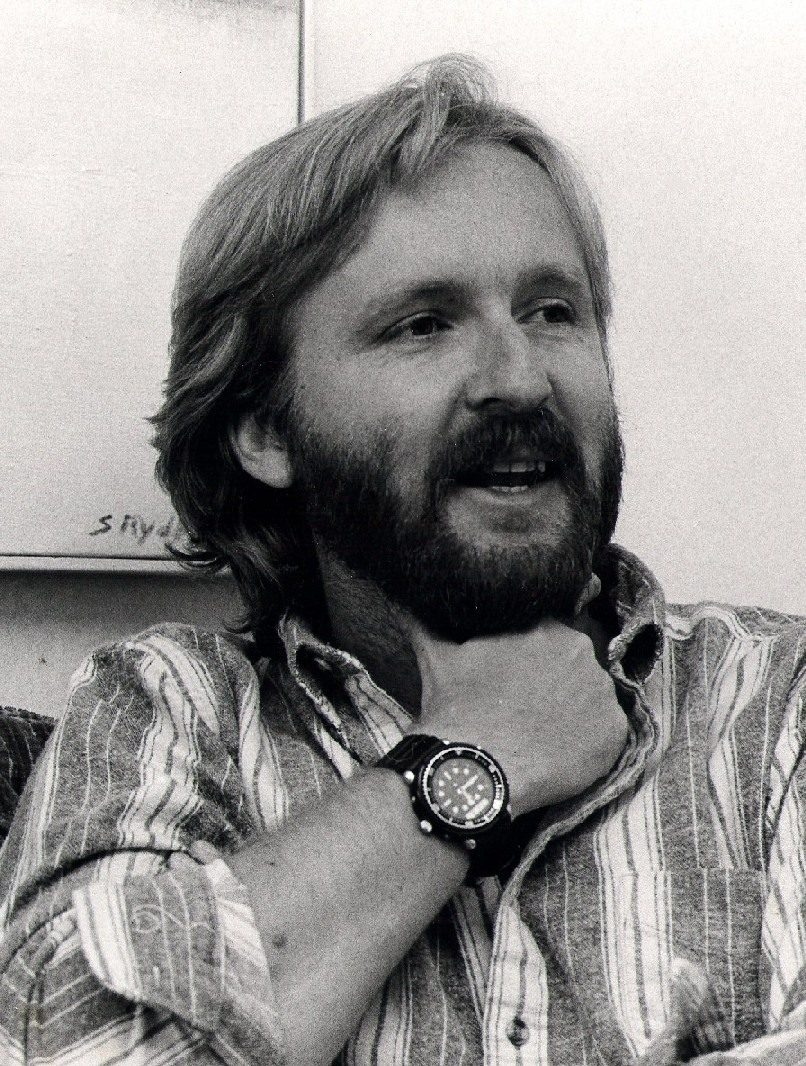
Джеймс Кэмерон в 1986 году

Родился в Капускасинге (Канада, провинция Онтарио) в семье инженера-электрика и художницы. Джеймс был старшим из пяти детей. Там же в городе Чиппью пошёл в школу. Окончил начальное образование в США, в Калифорнии, куда в начале 1960-х годов перебралась семья. Там же Джеймс поступил на физический факультет Калифорнийского университета. Не окончив учёбу, Кэмерон в 1978 году вместе с двумя школьными друзьями, Уильямом Вишером и Джейсоном Фессенденом, снимает короткометражный фантастический фильм «Ксеногенезис» и, заинтересовав им мастера низкобюджетных фильмов Роджера Кормана, начинает работу на его киностудии New World Pictures.
Его первым полнометражным фильмом стал «Пиранья 2: Нерест» — сиквел фильма ужасов «Пиранья».

### «Терминатор»
Известность Кэмерон обрёл в 1984 году благодаря фильму «Терминатор». Образ Терминатора привиделся ему во сне, когда режиссёр болел гриппом. В бреду Кэмерон увидел женщину, спасающуюся от жуткого красноглазого существа, менявшего свою форму в зависимости от обстоятельств. Сценарий приглянулся многим кинокомпаниям, однако никто не хотел связываться с начинающим режиссёром. В итоге он был продан будущей жене Кэмерона, продюсеру Гэйл Энн Хёрд за символическую плату в 1 доллар, при условии, что она не будет снимать этот фильм с другим режиссёром.
Располагая небольшим по меркам 1980-х годов бюджетом в 6 млн долларов, Кэмерону удалось создать фильм, до настоящего времени остающийся эталоном жанра.

### «Чужие»
Далее Кэмерон снял продолжение научно-фантастического триллера Ридли Скотта «Чужой». Вторая серия получилась боевиком, фильм имел большой успех, а исполнительница главной роли Сигурни Уивер получила номинацию на «Оскар».

### «Бездна»
В основу сценария следующего фильма («Бездна») легла история рабочих-подводников, которые обнаруживают под водой странных существ внеземного происхождения. Бюджет фильма составил 70 млн долл., так что этот фильм стал одним из самых дорогих на то время. Значительная часть денег ушла на проведение подводных съёмок (спецэффекты ещё не были настолько совершенными, чтобы имитировать подводный мир в киностудии). Для этого неоконченная электростанция была превращена в гигантский резервуар и заполнена несметным количеством воды. Фильм собрал только 54,2 млн долл. и получил не самые лестные отзывы от критиков, однако был удостоен «Оскара» за лучшие спецэффекты. Позже, в 1992 году, Кэмерон выпустил специальную режиссёрскую версию фильма, содержащую некоторые удалённые сцены, которые позволяют лучше понять его сюжет.

### «Терминатор 2: Судный день»
После успеха «Терминатора» сразу же начались разговоры о его продолжении. Однако Кэмерон не торопился с этим, ожидая, пока спецэффекты достигнут такого уровня, который позволит ему создать на киноэкране жидкометаллического робота. Выход сиквела задерживала, кроме того, ещё и запутанная ситуация с авторскими правами. Наконец они достались продюсеру Марио Кассару из Carolco Pictures, и Кэмерон получил возможность приступить к работе.
Если в первом фильме весь бюджет составлял 6 млн долл., то во втором примерно такая же сумма пошла только на спецэффекты. Сцены с элементами морфинга занимают в картине в общей сложности три с половиной минуты, но на них ушло восемь месяцев работы. Марио Кассар сначала выделил Кэмерону 70 млн долл., но этого оказалось мало, и итоговый бюджет фильма составил 100 млн долл. При этом «Терминатор 2: Судный день» многократно окупился в прокате, собрав 205 млн долл. в США и 315 млн долл. — за рубежом. Кроме того, он получил четыре премии «Оскар»: за лучшие грим, звук, монтаж звуковых эффектов и визуальные эффекты.

### «Правдивая ложь»
В 1994 году Кэмерон взялся за съёмки шпионского комедийного боевика «Правдивая ложь». При бюджете в 100 млн долл. фильм собрал 146 млн долл. в США и 232 млн долл. за рубежом. Главную роль в этом фильме исполнил Арнольд Шварценеггер.

### «Титаник»

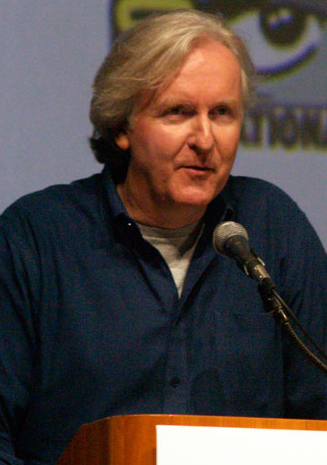
Джеймс Кэмерон на пресс-конференции на международной выставке «Comic-Con International» в 2009 году

Настоящим триумфом для Кэмерона стала картина «Титаник», снятая в 1997 году, с Леонардо Ди Каприо, Кейт Уинслет и Билли Зейном в главных ролях. «Титаник» до начала 2010 года являлся самым кассовым фильмом в истории кино. При затратах в 200 млн долл. (самый дорогой проект на то время) фильм собрал по всему миру 1,8 млрд долл. кассовых сборов. Фильм был удостоен 11 «Оскаров», в том числе в номинациях «Лучший фильм» и «Лучший режиссёр». На церемонии вручения «Оскаров» за фильм «Титаник» Кэмерон, поднявшись на сцену, прокричал фразу, которую в фильме произносит Джек Доусон: «I am the king of the world!» («Я — король мира!»). Рекорд кассовых сборов «Титаника» был побит в 2010 году ещё одной картиной Кэмерона — «Аватар».

### После «Титаника»
После Титаника Кэмерон занялся телевизионными сериалами и документалистикой.
Из фильмов, режиссёром которых мог бы стать Кэмерон, следует отметить «Человека-паука», «Трансформеров» и «Терминатора 3». От последнего Кэмерон упорно отказывался, потому что хотел снимать оригинальное, независимое кино, а не «срывать банк на средствах фанатов франчайза», и полагал, что сказал всё, что хотел, в первых двух фильмах. Однако на одной из пресс-конференций он заявил, что возьмётся за этот фильм при двух условиях: в нём сыграет одна из его бывших жён, актриса Линда Хэмилтон (исполнительница роли Сары Коннор), а все права на бренд «Терминатор» будут переданы ему.
Хэмилтон, в свою очередь, отказывалась сниматься без Кэмерона, а также была недовольна «написанным без души» сценарием и не хотела оставаться актрисой одной роли. «Терминатор 3: Восстание машин» был снят Джонатаном Мостоу.

### «Аватар»
Более десяти лет Кэмерон занимался созданием научно-фантастического фильма «Аватар». По сюжету картины бывший морской пехотинец, парализованный Джейк Салли, прилетает на планету Пандора, населённую гуманоидной расой На’Ви, и становится оператором аватара — дистанционно управляемого тела Оматикайя. Землянин оказывается в центре конфликта родной и местной культур, означающего начало смертельно опасных приключений.
При создании фильма использовались революционные технологии. Большая часть фильма создана при помощи компьютерной графики, актёры исполняли роли На’Ви при помощи технологии захвата движения. Кроме того, фильм был снят в формате 3D и произвёл революцию в стереокино. После успеха «Аватара» кинематограф пережил бум 3D-фильмов.
«Аватар» стал новым триумфом режиссёра. К 1 сентября 2010 года кассовые сборы картины во всем мире составили 2,8 млрд долл., что явилось новым рекордом кассовых сборов за всю историю, оставив «Титаник» позади (кассовые сборы в мире — 1,8 млрд долл.).

### Погружение в Марианский жёлоб
6 марта 2012 года в рамках проекта Deepsea Challenger Джеймс Кэмерон совершил рекордное одиночное погружение на глубину 8166 м близ Папуа-Новой Гвинеи на борту нового одноместного глубоководного аппарата. 26 марта в рамках того же проекта он достиг дна на глубине 10 898 м в котловине Челленджер в Марианском жёлобе. Ранее, 23 января 1960 года, в этой же котловине погружался на дно батискаф «Триест» с Жаком Пикаром и Доном Уолшем на борту. Таким образом, Кэмерон является третьим в мире человеком, побывавшим на дне Марианского жёлоба, и первым человеком, побывавшим там в одиночном погружении около трёх часов.

## Личная жизнь
Кэмерон был женат пять раз. Первой его женой стала Шерон Уильямс — официантка, с которой Джеймс прожил с 1978 по 1984 год. Джеймс был настолько увлечён своей карьерой, что личная жизнь отошла на второй план, положив конец браку.
Второй женой (1985—1989) стала продюсер Гейл Энн Хёрд. После многочисленных отказов от финансирования картины «Терминатор» Джеймс продал Гейл свой сценарий за 1 доллар, но при условии, что та даст ему полную свободу действий на съёмочной площадке. Поверив в силы Джеймса, Хёрд согласилась и не прогадала. Вложенные средства окупились, принеся славу как Кэмерону, так и Хёрд. После успешного старта они вместе работали над следующей картиной Джеймса — «Чужие». Вскоре их рабочий союз перерос в брак. Фильм «Чужие» оказался даже успешнее своего предшественника: собрав в прокате более 180 млн долл., фильм получил семь номинаций на премию «Оскар». После такого успеха Кэмерону стали поступать предложения одно за другим. Супруги успели поработать вместе над лентой «Бездна», но практически сразу после окончания съёмок закончилась и их супружеская жизнь.
17 августа 1989 года Кэмерон женился на режиссёре Кэтрин Бигелоу, однако уже в 1991 году он ушёл к новой возлюбленной — актрисе Линде Хэмилтон. Через два года Бигелоу и Кэмерон официально оформили развод.
15 февраля 1993 года родилась дочь Линды и Джеймса — Жозефина Арчер Кэмерон, однако брак с Хэмилтон официально был оформлен только в 1997 году.
На съёмках фильма «Титаник» Кэмерон познакомился с актрисой Сьюзи Эмис, исполнившей в фильме эпизодическую роль внучки Розы. В 1999 году Джеймс развёлся с Хэмилтон и 4 июня 2000 года женился на Эмис. В этом браке у него родились дочь Клэр Кэмерон (род. 4 апреля 2001) и близнецы Элизабет Роуз Кэмерон и Куинн Кэмерон (род. 29 декабря 2006).
Также у Джеймса есть пасынок Джаспер Робардс — сын Сьюзи Эмис от первого брака с актёром Сэмом Робардсом.
Джеймс Кэмерон и его дети являются веганами.

## Факты
- По мировоззрению атеист[4].
- Отвечая на вопрос «если бы вы могли встретиться с кем-либо, кто когда-либо жил, кто бы это был?», сказал, что с Иисусом Христом: «просто чтобы понять, как это всё получилось, как он внушил эту идею такому количеству людей»[4].
- На Кэмерона, по его словам, сильно повлиял Стэнли Кубрик[4].
- Кэмерону принадлежит компания Lightstorm Entertainment вместе с партнёром Ларри Касанофф, создателем и исполнительным директором студии Vestron.
- В 1993 году Кэмерон вместе со Стэном Уинстоном и Скоттом Россом и при финансовой поддержке компании IBM организовал компанию Digital Domain, которая стала заниматься цифровыми спецэффектами.
- Свой 56-й год рождения 16 августа 2010 года Кэмерон отметил на дне озера Байкал на борту батискафа «Мир-1».
- Является членом консультативного совета НАСА и работает над проектом установки видеокамер в предстоящей пилотируемой миссии на Марс[5]. Кэмерон также проводил агитацию и участвовал в сборе средств на создание Марсианского общества, некоммерческой организации, лоббирующей колонизацию Марса[6][7].

## Фильмография

### Художественные фильмы и сериалы
| Год       |     | Русское название                         | Оригинальное название         | Роль                                                             |
| --------- | --- | ---------------------------------------- | ----------------------------- | ---------------------------------------------------------------- |
| 1978      | кор | Ксеногенезис                             | Xenogenesis                   | сорежиссёр, продюсер, соавтор сценария                           |
| 1981      | ф   | Галактический террор                     | Galaxy of Terror              | режиссёр второго плана                                           |
| 1981      | ф   | Пиранья 2: Нерест                        | Piranha II: The Spawning      | режиссёр                                                         |
| 1984      | ф   | Терминатор                               | The Terminator                | режиссёр, соавтор сценария                                       |
| 1985      | ф   | Рэмбо: Первая кровь 2                    | Rambo: First Blood Part II    | соавтор сценария                                                 |
| 1986      | ф   | Чужие                                    | Aliens                        | режиссёр, соавтор сюжета, автор сценария                         |
| 1989      | ф   | Бездна                                   | The Abyss                     | режиссёр, автор сценария                                         |
| 1991      | ф   | Терминатор 2: Судный день                | Terminator 2: Judgment Day    | режиссёр, продюсер, соавтор сценария                             |
| 1991      | ф   | На гребне волны                          | Point Break                   | исполнительный продюсер                                          |
| 1994      | ф   | Правдивая ложь                           | True Lies                     | режиссёр, продюсер, соавтор сценария                             |
| 1995      | ф   | Странные дни                             | Strange Days                  | продюсер, автор сюжета, соавтор сценария                         |
| 1996      | кор | Т2 3-D: Битва сквозь время               | T2 3-D: Battle Across Time    | сорежиссёр, соавтор сценария                                     |
| 1997      | ф   | Титаник                                  | Titanic                       | режиссёр, продюсер, автор сценария, сомонтажёр                   |
| 2000—2002 | с   | Тёмный ангел                             | Dark Angel                    | создатель, режиссёр, исполнительный продюсер, соавтор сценария   |
| 2002      | ф   | Солярис                                  | Solaris                       | продюсер                                                         |
| 2009      | ф   | Аватар                                   | Avatar                        | режиссёр, продюсер, автор сценария, сомонтажёр                   |
| 2011      | ф   | Санктум                                  | Sanctum                       | исполнительный продюсер                                          |
| 2012      | ф   | Cirque du Soleil: Сказочный мир          | Cirque du Soleil: Worlds Away | исполнительный продюсер                                          |
| 2019      | ф   | Алита: Боевой ангел                      | Alita: Battle Angel           | продюсер, соавтор сценария                                       |
| 2019      | ф   | Терминатор: Тёмные судьбы                | Terminator: Dark Fate         | продюсер, соавтор сюжета                                         |
| 2022      | ф   | Аватар: Путь воды                        | Avatar: The Way of Water      | режиссёр, продюсер, соавтор сюжета, соавтор сценария, сомонтажёр |
| 2023      | с   | Правдивая ложь                           | True Lies                     | шоураннер, сценарист, исполнительный продюсер                    |
| 2025      | ф   | Аватар: Огонь и пепел (постпроизводство) | Avatar: Fire and Ash          | режиссёр, продюсер, соавтор сюжета, соавтор сценария, сомонтажёр |
| 2029      | ф   | Аватар 4 (постпроизводство)              | Avatar 4                      | режиссёр, продюсер, соавтор сюжета, соавтор сценария, сомонтажёр |

### Документальные фильмы и сериалы
- 2002 — Экспедиция «Бисмарк»[англ.] / Expedition: Bismarck — режиссёр, продюсер
- 2003 — Призраки бездны: Титаник / Ghosts of the Abyss — режиссёр, продюсер
- 2003 — Вулканы в морских глубинах[англ.] / Volcanoes of the Deep Sea — исполнительный продюсер
- 2005 — Чужие из бездны[англ.] / Aliens of the Deep — режиссёр, оператор, продюсер
- 2005 — Последние тайны Титаника / Last Mysteries of the Titanic — продюсер
- 2005 — Приключение Титаника / Titanic Adventure — продюсер
- 2006 — Расшифрованный исход[англ.] / The Exodus Decoded — исполнительный продюсер
- 2007 — Потерянная могила Иисуса[англ.] / The Lost Tomb of Jesus — исполнительный продюсер
- 2012 — Титаник: Заключительное слово с Джеймсом Кэмероном / Titanic: The Final Word with James Cameron — исполнительный продюсер
- 2014 — Годы опасной жизни[англ.] / Years of Living Dangerously — исполнительный продюсер
- 2014 — Вызов бездне 3D / Deepsea Challenge 3D — исполнительный продюсер
- 2017 — Титаник: 20 лет спустя / Titanic: 20 Years Later with James Cameron — исполнительный продюсер и ведущий
- 2018 — Те, кто меняет игру / The Game Changers — исполнительный продюсер
- 2018 — История научной фантастики с Джеймсом Кэмероном / James Cameron’s Story of Science Fiction — исполнительный продюсер и ведущий

## Награды и номинации
| Премия                                      | Год  | Фильм                       | Категория                                                 | Итог      |
| ------------------------------------------- | ---- | --------------------------- | --------------------------------------------------------- | --------- |
| «Оскар»                                     | 1998 | «Титаник»                   | Лучший режиссёр                                           | Награда   |
| «Оскар»                                     | 1998 | «Титаник»                   | Лучший фильм                                              | Награда   |
| «Оскар»                                     | 1998 | «Титаник»                   | Лучший монтаж                                             | Награда   |
| «Оскар»                                     | 2010 | «Аватар»                    | Лучший режиссёр                                           | Номинация |
| «Оскар»                                     | 2010 | «Аватар»                    | Лучший фильм                                              | Номинация |
| «Оскар»                                     | 2010 | «Аватар»                    | Лучший монтаж                                             | Номинация |
| «Золотой глобус»                            | 1998 | «Титаник»                   | Лучший режиссёр                                           | Награда   |
| «Золотой глобус»                            | 1998 | «Титаник»                   | Лучший сценарий                                           | Номинация |
| «Золотой глобус»                            | 1998 | «Титаник»                   | Лучший фильм — драма                                      | Награда   |
| «Золотой глобус»                            | 2010 | «Аватар»                    | Лучший режиссёр                                           | Награда   |
| «Золотой глобус»                            | 2010 | «Аватар»                    | Лучший фильм — драма                                      | Награда   |
| «Золотой глобус»                            | 2023 | «Аватар: Путь воды»         | Лучший режиссёр                                           | Номинация |
| «Золотой глобус»                            | 2023 | «Аватар: Путь воды»         | Лучший фильм — драма                                      | Номинация |
| BAFTA                                       | 1998 | «Титаник»                   | Награда им. Дэвида Лина за лучшую режиссуру               | Номинация |
| BAFTA                                       | 1998 | «Титаник»                   | Лучший фильм                                              | Номинация |
| BAFTA                                       | 1998 | «Титаник»                   | Лучший монтаж                                             | Номинация |
| BAFTA                                       | 2010 | «Аватар»                    | Лучшая режиссёрская работа                                | Номинация |
| BAFTA                                       | 2010 | «Аватар»                    | Лучший фильм                                              | Номинация |
| BAFTA                                       | 2010 | «Аватар»                    | Лучший монтаж                                             | Номинация |
| «Сатурн»                                    | 1985 | «Терминатор»                | Лучший режиссёр                                           | Номинация |
| «Сатурн»                                    | 1985 | «Терминатор»                | Лучший сценарий                                           | Награда   |
| «Сатурн»                                    | 1987 | «Чужие»                     | Лучший режиссёр                                           | Награда   |
| «Сатурн»                                    | 1987 | «Чужие»                     | Лучший сценарий                                           | Награда   |
| «Сатурн»                                    | 1991 | «Бездна»                    | Лучший режиссёр                                           | Награда   |
| «Сатурн»                                    | 1991 | «Бездна»                    | Лучший сценарий                                           | Номинация |
| «Сатурн»                                    | 1992 | «Терминатор 2: Судный день» | Лучший режиссёр                                           | Награда   |
| «Сатурн»                                    | 1992 | «Терминатор 2: Судный день» | Лучший сценарий                                           | Номинация |
| «Сатурн»                                    | 1995 | «Правдивая ложь»            | Лучший режиссёр                                           | Награда   |
| «Сатурн»                                    | 1996 | «Странные дни»              | Лучший сценарий                                           | Номинация |
| «Сатурн»                                    | 1998 |                             | President’s Award                                         | Награда   |
| «Сатурн»                                    | 2003 | Награда                     | President’s Award                                         |           |
| «Сатурн»                                    | 2010 | «Аватар»                    | Лучший режиссёр                                           | Награда   |
| «Сатурн»                                    | 2010 | «Аватар»                    | Лучший сценарий                                           | Награда   |
| «Эмми»                                      | 2003 | «Экспедиция „Бисмарк“» (ТВ) | Outstanding Directing for Non-Fiction Programming         | Номинация |
| «Сезар»                                     | 1999 | «Титаник»                   | Лучший иностранный фильм                                  | Номинация |
| «Сезар»                                     | 2010 | «Аватар»                    | Лучший иностранный фильм                                  | Номинация |
| «Fantasporto»                               | 1983 | «Пиранья 2: Нерест»         | Лучший фильм                                              | Номинация |
| «Аманда»                                    | 1998 | «Титаник»                   | Лучший иностранный фильм                                  | Награда   |
| Фестиваль фантастических фильмов в Авориазе | 1985 | «Терминатор»                | Гран-при                                                  | Награда   |
| Ассоциация кинокритиков Чикаго              | 1998 | «Титаник»                   | Лучший режиссёр                                           | Номинация |
| Американская ассоциация писателей-фантастов | 1992 | «Терминатор 2: Судный день» | Bradbury Award                                            | Награда   |
| «Давид ди Донателло»                        | 2010 | «Аватар»                    | Лучший иностранный фильм                                  | Номинация |
| Премия Лондонского кружка кинокритиков      | 1999 | «Титаник»                   | Лучшая режиссёрская работа года                           | Номинация |
| Премия Лондонского кружка кинокритиков      | 2010 | «Аватар»                    | Лучшая режиссёрская работа года                           | Номинация |
| «Майнити»                                   | 1992 | «Терминатор 2: Судный день» | Лучший фильм на иностранном языке (Readers’ Choice Award) | Награда   |
| «Майнити»                                   | 1999 | «Титаник»                   | Лучший фильм на иностранном языке (Readers’ Choice Award) | Награда   |
| «Золотая малина» (антипремия)               | 1986 | «Рэмбо: Первая кровь 2»     | Худший сценарий                                           | Награда   |

- Премия Ниренберга (2013)